# Вальполічелла

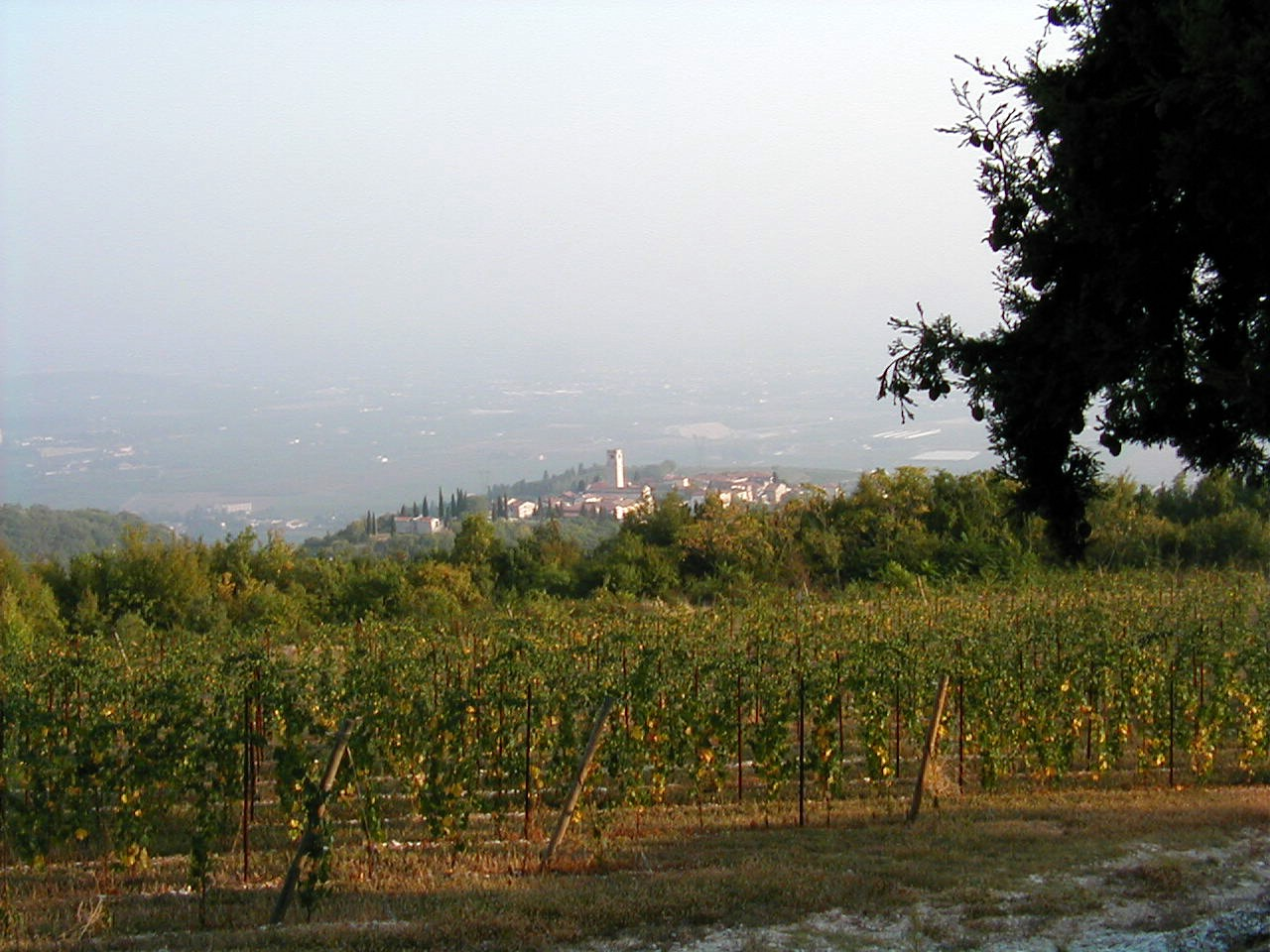
Виноградник у Вальполічелла

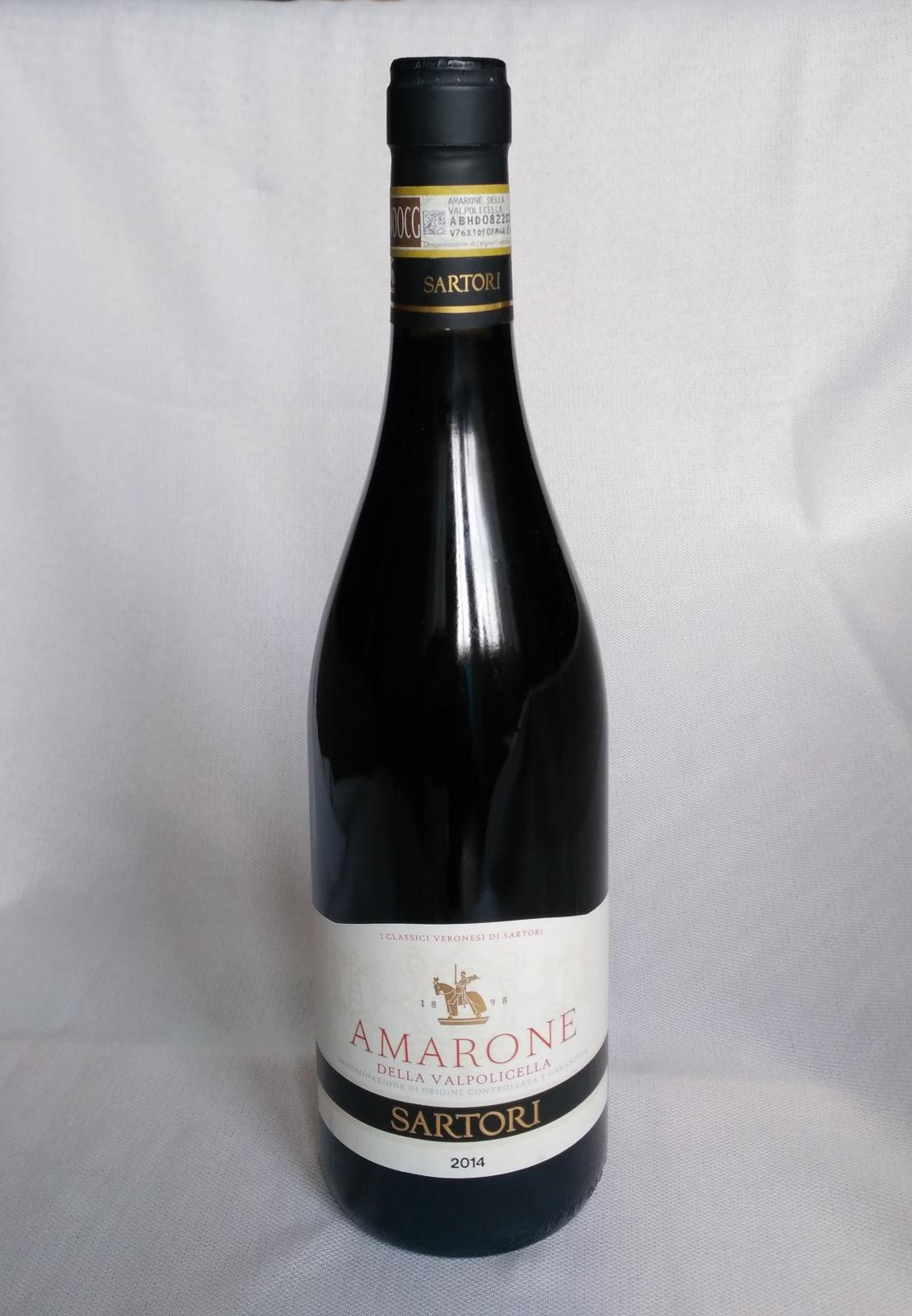
Амароне — найвідоміше вино виноробного регіону Вальполічелла

Вальполічелла (італ. Valpolicella) — виноробний регіон в італійській області Венето.

## Історія
Вино у цьому регіоні виготовляли щонайменше з часів Давньої Греції. За часів Римської імперії тут виробляли вино з в'яленого винограду. У ХІХ сторіччі виноградники сильно постраждали від епідемії філоксери. У 1968 році регіон отримав статус DOC. На 80–90 роки ХХ сторіччя припав пік популярності вина амароне, який дав поштовх розвитку виноробства в регіоні. У 2003 році були сформовані вимоги до якості сировини для виробництва вина. У 2009 році зони виробництва амароне та Речото делла Вальполічелла отримали найвищу категорію якості DOCG.

## Теруар
У регіоні панує переважно м'який або прохолодний континентальний клімат. Класична зона (італ. classico) розташована на північних схилах пагорбів італ. Monti Lessini, це найхолодніший субрегіон Вальполічелла. Далі на південь клімат стає тепліше, а ґрунти плодючіші. Тут зустрічаються всі види гравію, від морени до доломітового. Ближче до східних кордонів зони з'являються вулканічні ґрунти.

## Сорти винограду та стилі вина
Основним сортом у Вальполічелла є автохтонний сорт Корвіна. Також широко застосовуються місцеві сорти Рондинела та Молінара. Світової слави регіон зажив завдяки винам, які виготовляються з в'яленого винограду. Така технологія має назву «апасіменто». Виноград дуже обережно збирають, відбираються найкращі грона. Після цього у спеціальних сушильних приміщеннях з контрольованою температурою виноград сушать від кількох тижнів до кількох місяців на дерев'яних стелажах. При цьому ягоди втрачають до 40 % вологи, внаслідок чого у них значно підвищується концентрація цукрів та смако-ароматичних речовин. Після цього виноград давлять, проводять тривалу мацерацію та повільну ферментацію. Якщо цукор у суслі зброджується не повністю, отримують натуральні солодкі вина —  recioto, якщо цукор ферментується повністю, отримують гіркуваті сухі вина — амароне. Це вина з дуже насиченим смаком та ароматом. Мають дуже гарний потенціал для витримки.
Також у Вальполічелла виробляють вина «ріпасо» (італ. ripasso). Для їх виробництва використовують вижимки від в'яленого винограду, який пішов на виробництво речото або амароне та додають їх до молодого сухого вина. Внаслідок цього починається вторинне бродіння, яке триває 10–15 діб. Вино набуває додаткового смаку та аромату.
Окрім вин з в'яленого винограду у Вальполічелла виробляють досить якісні сухі червоні вина.